# 海門豪森
海門豪森是瑞士的城鎮，位於該國中西部，由伯恩州負責管轄，面積5.85平方公里，一半土地是農業用地，海拔高度455米，2011年人口1,012，人口密度每平方公里173人。